# Dělení slov
Dělení slov na pravém okraji řádků slouží k lepšímu výslednému vzhledu zápisu nebo sazby, protože rozdělením slova, zvláště je-li dlouhé, se předejde příliš nevyrovnanému pravému okraji zápisu nebo příliš velkým mezislovními mezerám (při počítačovém zarovnání "do bloku"). Dělením slov lze také dosáhnout určitou úsporu místa. Dělení slov tedy používáme z ryze praktických důvodů. Pravidla dělení slov se výrazně liší v jednotlivých jazycích, pro češtinu platí v zásadě dále uvedená pravidla.

## Pravidla dělení slov
- Mnohá slova lze rozdělit více způsoby (dešt-ník nebo deš-tník).
- Nedělíme jednoslabičná slova (pes).
- Nedělíme dvouslabičná slova, která začínají na samohlásku (otec, ucho).
- Na okraji řádku nenecháváme samostatně stát samohlásku.
- Nelze dělit zkratky (MUDr.).
- Vyhýbáme se takovému rozdělení slov, které by vedlo ke vzniku nežádoucího, popř. vulgárního významu (kni-hovna, tlu-močit).
- Složená slova dělíme přednostně na jednotlivé celky, z nichž se skládají (země-pis, raději než ze-měpis; bio-logie, raději než bi-ologie).
- Slova s předponou dělíme přednostně za předponou (do-razit), stejně tak upřednostňujeme oddělení přípony (dřevě-ný).
- V ostatních případech dělíme slova podle slabik; stojí-li ve slově dvě souhlásky vedle sebe, rozdělíme přednostně slovo mezi nimi (dok-tor).

Pro naznačení dělení slov používáme spojovník (divis, -), který píšeme za první částí slova na konci řádku (dale-|kohled), na nový řádek už napíšeme jen zbytek slova. Pokud dělíme slovo, které samo o sobě obsahuje spojovník právě v místě tohoto spojovníku, je nutné spojovník na novém řádku opakovat (Brno-Líšeň, napíšeme na konec řádku Brno-, na novém řádku -Líšeň.